# Selenomonadaceae
Famille
Selenomonadaceae est une famille de bactérien à Gram négatif faisant partie de la classe Negativicutes dans l'embranchement des Bacillota. Cette famille comprend des bactéries impliquées dans les parodontites.

## Historique
Le genre Selenomonas qui représente le genre type de cette famille Selenomonadaceae est décrit par Stanislaus von Prowazek en 1913. Quelques années auparavant, l'espèce Spirillum sputigenum avait été décrite par Carl Flügge. Cette espèce deviendra l'espèce-type du genre Selenomonas sous le nom de Selenomonas sputigena. La famille Selenomonadaceae est quant à elle décrite en 2015 en même temps que les ordres Selenomonadales, Acidaminococcales , Veillonellales et la classe Negativicutes.

## Description
Les bactéries de la famille Selenomonadaceae sont des bacilles gram négatifs anaérobies obligatoires. Les bactéries de cette famille ont une signature conservée d'Indels (CSIs) sur plusieurs gènes dont l'Alanyl-ARNt synthétase, la Carbamoyl-phosphate synthétase (en), un facteur de couplage de réparation de transcription, une lipoprotéine de la famille yeaC, une protéine de la famille PF13552 et une protéine de la famille PF05167.

## Taxonomie
Le nom correct complet (avec auteur) de ce taxon est Selenomonadaceae Campbell et al. 2015.
Le genre type est : Selenomonas von Prowazek 1913.

### Étymologie
L'étymologie de cette famille Selenomonadaceae est la suivante : Se.le.no.mo.na.da’ce.ae. N.L. fem. n. Selenomonas, le genre type de cette famille; L. fem. pl. n. suff. -aceae, suffixe utilisé pour définir une famille; N.L. fem. pl. n. Selenomonadaceae, la famille dont le type en nomenclature est le genre Selenomonas,. Le nom de ce genre est validé par l'ICSP dans la liste des noms approuvés de 2015.

### Liste des genres valides
Selon LPSN (21 juin 2025), la famille Selenomonadaceae comprend neuf genres publiées de manière valide et avec un nom correct :
- Anaerovibrio Hungate 1966
- Centipeda Lai et al. 1983
- Megamonas Shah & Collins 1983
- Mitsuokella Shah & Collins 1983
- Pectinatus Lee et al. 1978
- Propionispira Schink et al. 1983
- Schwartzia van Gylswyk et al. 1997
- Selenobaculum Yeo et al. 2024
- Selenomonas von Prowazek 1913

### Genres synonymes
Selon LPSN (21 juin 2025), la famille Selenomonadaceae comprend deux genres synonymes dont qui a été publié de manière valide et l'autre publiée sans statut en nomenclature. Ce sont les suivants :
- "Ancyromonas" Kent 1881, genre sans statut nomenclatural et devenu synonyme du genre Selenomonas von Prowazek 1913
- Zymophilus Schleifer et al. 1990, publié de manière valide et devenu synonyme du genre Propionispira Schink et al. 1983